# Fiat Croma

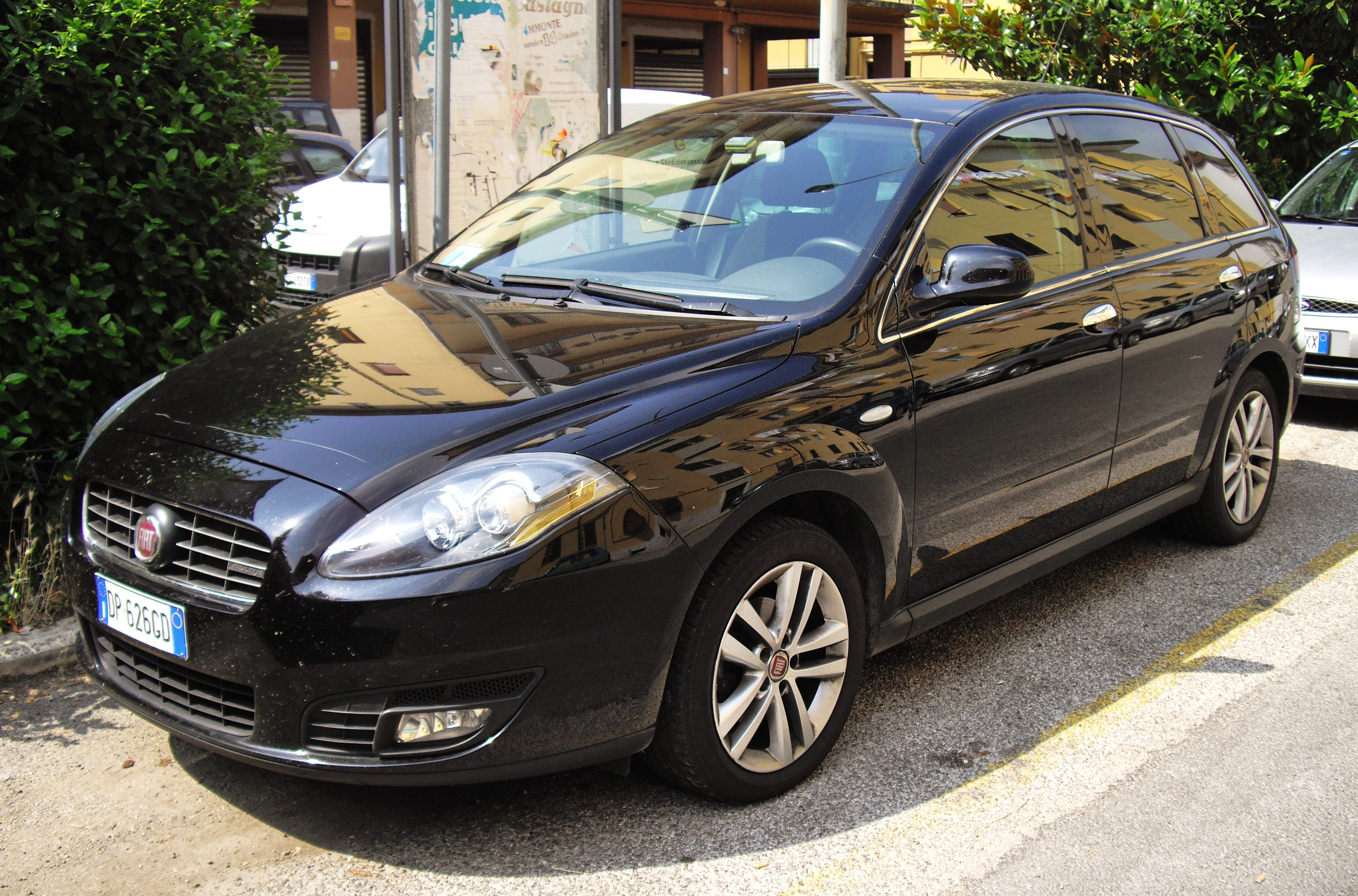
Fiat Croma del 2010.

El Fiat Croma és el nom usat per a dos automòbils produïts pel fabricant italià Fiat, un és un gran cotxe familiar construït entre 1985-1996 i l'altre un cross-over construït entre 2005-2011.

## Primera generació (1985-1996)
El Croma original (tipus 154) era un notchback liftback de cinc portes dissenyat per Giorgetto Giugiaro d'Italdesign utilitzant la plataforma tipus quatre, utilitzada de manera cooperativa amb el Saab 9000, Lancia Thema i Alfa Romeo 164.
Llançat el desembre de 1985, es va comercialitzar en el segment dels cotxes familiars grans, substituint el Argenta a la línia de Fiat. El Croma va ser el primer cotxe gran produït per Fiat amb un motor de muntatge transversal i tracció davantera.

### Rentat de cara
El Croma va rebre un lleuger rentat de cara per al 1988, mostrat per primera vegada a l'International Motor Show Germany el setembre de 1987. El plàstic negre entre els llums posteriors estava ara estriat en lloc de llisa, la part inferior dels para-xocs era del color de la carrosseria i els intermitents van rebre vidre transparent en lloc d'ambre.
L'aspecte frontal va rebre algunes modificacions lleugeres per tal d'alinear l'aspecte amb el del recentment introduït Tipo.
El gener de 1991 es va llançar un rentat de cara més significatiu, amb un nou disseny frontal, que inclou canvis a les llums, els para-xocs, la graella i els canvis de xapa a les ales i al capó. També el 1991, el motor dièsel d'injecció directa estava equipat amb un turbocompressor de geometria variable ("VNT"). El juny de 1993 es va publicar un altre rentat.
La producció va acabar el desembre de 1996, i Fiat va abandonar el segment dels cotxes familiars grans. El Bravo/Brava Fiat Marea un cotxe familiar petit va debutar al mateix temps que el Croma va deixar de produir-se.